# Cyclopina agilis
Cyclopina agilis – gatunek widłonoga z rodziny Cyclopinidae. Nazwa naukowa tego gatunku skorupiaków została opublikowana w 1932 roku przez amerykańskiego zoologa Charlesa Brancha Wilsona.